# Leucas (mitología)
Leucas es, en la mitología griega,  el nombre de un compañero de Odiseo, el cual erigió en Leucadia (o Leucade) un templo en honor de Apolo.
El término aparece más veces en la Odisea, como cuando se narra el descenso a los infiernos; en este caso referido a la isla griega.

Del océano a las ondas llegaron, al cabo de Leucas, a las puertas del sol, al país de los sueños, y pronto descendiendo vinieron al prado de asfódelos